# Letni Dwór
Letni Dwór (kaszb. Lëtni Dwòr) – część wsi Gościcino w Polsce, położona w województwie pomorskim, w powiecie wejherowskim, w gminie Wejherowo.
W latach 1975–1998 Letni Dwór administracyjnie należał do województwa gdańskiego.